# ایل ساکی
ساکی یکی از طایفه‌های لر و از لرهای بالاگریوه ساکن لرستان، خوزستان مرکزی و همدان است. پس از کشته شده حسین خان ساکی رئیس ایل در اوایل حکومت فتحعلی شاه قاجار این ایل از صورت نظام ایلیاتی پراکنده می‌شود.
عموم افراد ایل ساکی که اکنون در لُرستان و شمال خوزستان و حتی در شهرهای مختلف استان‌های ایلام و همدان زندگی می‌کنند، بعد از تجزیه ایل در سال ۱۲۴۲ هـ ق توسط شاهزاده محمد تقی میرزا حسام السلطنه همچنان توانسته‌اند بر نظام ایلیاتی خود باقی بمانند امروزه به سه طایفه به نام‌های کلیل‌وند، سرچرم و پارسی شناخته می‌شوند. از درون این سه طایفه نیز تیره‌های متعددی به وجود آمده که در این روزگار بیشتر به نامگذاری‌های جدید شناخته می‌شوند. به‌طور مثال: از درون طایفه پارسی دو تیره به وجود آمده به نام‌های رهداروند و گوران که این دو تیره پس از تجزیه ایل به‌دلیل جدایی از هسته اصلی و مهاجرت به ایل دیرکوند به نام نیای اصلی خود یعنی رهدار و گوران مشهور گشته‌اند.

## تقسیمات ایلی
دو تیره دیگر، یعنی درتنگی و چناروند نیز به محل‌های زندگی خود یعنی دره تنگ و چنار نامگذاری شده‌اند. تیره لت کله نیز چون کلاه جد بزرگشان در آتش سوخته به این نام شهرت یافته‌اند.
تیره گرجی ایل نیز چون حسین خان ساکی رئیس ایل، مقارن ایام زندیه با یک زن گرجستانی ازدواج نموده فرزندان این زن که ستاره خانم نام داشته به هوز گرجی یا گرجی‌های ایل معروف شده‌اند.
ساکی‌های میر نیز که از چند سده گذشته تا به امروز پیشوند میر را بر نام‌های خود داشته‌اند از نوادگان شیخعلی سلطان نامی از طایفه سرچرم هستند که به‌دلیل رشادت و شجاعت‌های زیاد در جنگ‌های دوره صفویه توسط یکی از شاهان صفوی ملقب به میرشیخعلی سلطان گشته است. همه افراد این خاندان از گذشته تاکنون در نام‌های خود پیشوند میر دارند.
تیره بابا که خادمین بقعه متبرکه سیدزیبا محمد در منطقه مَمیل خرم‌آباد هستند از احفاد شخصی به نام بابامحمدعالی از طایفه سرچرم می‌باشند.
تیره‌های طایفه ساکی در میان اعراب خوزستان:
تیره دوراجه متشکل از :دلفیه، بیت غافل، بیت ریحان، و بیت چیخاو. بیت حسن المیرزه
تیره شیخ علی متشکل از: بیت شیخ علی، بواریز، بیت ترکی و بیت محمدصبیح.
تیره سبعین متشکل از: بیت سنیبل، حاج فویید، خمیس، وهابی و حاج حسین.
تیره خمیس متشکل از: بیت مسکین، رمیض و حاج عیدی

## تاریخ
هنری راولینسون ساکی‌ها را در کنار پاپی، رشنو و دریکوند بخشی از طایفه‌های بالاگریوه معرفی می‌کند. بئاتریس فوربز منز استاد تاریخ در دانشگاه تافتس در بررسی تاریخ ایران و آسیای مرکزی در سده‌های هشتم و نهم هجری دربارهٔ حمله تیمور لنگ به حدود لرستان و خوزستان نوشته است:
برای بررسی قبایل و صحراگردان مناطقی که تیمور تسخیر کرد، نخست باید اذعان کنیم که با گروه‌هایی از انواع متفاوت مردم مانند قبایل ترکی ـ مغولی مغولستان و شاید قبایل شبه صحراگرد لرستان سرو کارداریم و دیگر این که آگاهی ما دربارهٔ بسیاری از آنان اندک است. چون بحث و بررسی دربارهٔ همه این مردمان نیاز به پژوهش درازمدت و همه‌جانبه دارد، در این بخش تنها به کوتاهی دربارهٔ گروه‌هایی که در تاریخ عصر تیمور وجود داشتند سخن می‌گوییم. به نظر می‌آید بسیاری از قبیله‌ها و قبیله نشینانی که تیمور سرزمین‌های آنان را به قلمرو خویش ضمیمه کرد، در آن روزگار قدرت کمی داشتند. گویا آنان تنها یک واحد جنگی به‌شمار می‌رفتند و محدوده اجرای سیاست‌های آنها از اقدام محلی فراتر نمی‌رفت. از این گروه‌ها می‌توان از ترکان خلجی در جبال، بلوچ‌ها در خراسان و همچنین شاید از قبیله‌های ساکی و فیلی در خوزستان یاد کرد.
تیمور در ایران جنوبی و غربی با قبایل لر و کرد سر و کار پیدا کرد که بیشتر آنان تحت سلطه سلسله‌های موروثی خود آنان بودند. گروه‌های قبایلی به‌ویژه گونه‌های کوچکتری از قبیله نشینان وجود داشتند که تیمور متعرض آنان نشد و تنها در صورت ضرورت آنان را به سپاهی گری واداشت. با وجود این بیشتر قبایل و صحراگردانی که در گزارش لشکرکشی‌های تیمور از آنان یادشده از سوی سپاه تیمور چپاول شدند. نیروهای تیمور در خوزستان به قبایل ساکی یا سولاکی و فیلی و صحراگردان منطقه شوشتر و در سوریه بر ضد اتحادیه ترکمانی ذوالقدر یورش بردند و بر اویراتها در عراق و صحرا گردان نزدیک بغداد، ماردین و رأس العین نیز تاختند.
ریاست قبیله ساکی در دوره تیمور لنگ با امیر جلال الدین حسن بوده است. از آنجایی که قبیله ساکی در آن زمان در شمال خوزستان سکونت داشتند، وی در یورش تیمور لنگ به مناطق لرنشین از هم پیمانان اتابک افراسیاب حاکم لر بزرگ محسوب می‌شد. امیر حسن ساکی به خواسته‌های فرستادگان امرای تیمور تن در نداد و حاضر به یاری دادن سپاه تیمور نشد و بر خلاف میل آن‌ها به یاری اتابک افراسیاب شتافت و در نتیجه جنگ و جدال‌های فراوان شکل گرفت، اتابک افراسیاب و هم پیمانانش شکست می‌خورند. جلال الدین حسن ساکی نیز در لرستان متواری می‌شود اما عاقبت در خرم‌آباد دستگیر می‌شود و او را در همان‌جا به بند می‌کشند. پس از مدتی او را از خرم‌آباد به دزفول می‌برند و علی‌رغم پا در میانی برخی افراد سرشناس لرستان و خوزستان وی را در آنجا به قتل می‌رسانند.
پس از قتل امیر حسن بنا به سوابق آشنایی که امیرزاده میرانشاه فرزند تیمور با یکی از فرزندان امیر حسن به نام امیر تاج الدین محمود ساکی داشت، ریاست بخشی از لرستان و خوزستان را به وی سپرد. در ظاهر، امیر یوسف نامی از امرای به نام در آن روزگار در این سال (۸۱۰ هـ ق) مورد خشم امیرزاده ابابکر بن میرانشاه بن تیمور گورکانی قرار می‌گیرد که پس از فراز و نشیب‌های متعدد پناه به امیر محمود ساکی می‌آورد تا بتواند سپاهی گرد آورد و به امیرزاده ابابکر یورش برد.
حافظ ابرو در کتاب زبدة التواریخ می‌نویسد:
و امیر یوسف سلطان معتصم را که پسر زین العابدین بن سلطان ابوالفوارس جلال الدین شاه شجاع بن امیر مبارزالدین محمد مظفر بود، از دختر سلطان معزالدین اویس بهادرخان بن امیر حسن، و او در زمانی که حضرت صاحب قرانی آن ممالک را مسخر فرمود، او به جانب شام گریخته بود و بعد از وفات حضرت [صاحب] قرانی، دیگر باره به تطمیع جماعتی از افراد الناس به خوزستان آمد و با شیخ‌زاده که داروغای هویزه بود، او را مصافی واقع شد و شکست یافته از آنجا پناه به امیر[محمود] ساکی که از مشاهیر احشام لر دودانگه بود، برد و بار دیگر غلبه سوار و پیاده جمع کرده بر سر دزفول آمد.
ایل ساکی در دوره حکومت گورکانیان بر ایران از ایل‌های مهم این سرزمین به‌شمار می‌رفته است. در زمان حکومت دولت مشعشعیان در خوزستان تعدادی از ایل ساکی در پی اختلاف خانوادگی به هویزه مهاجرت کردند که بعدها با اعراب بومی آنجا از طریق ازدواج نسبت فامیلی پیدا کرده و زبان عربی را فرا گرفتند.

### دوران معاصر
پیش از ایل‌های میر، جودکی و قلاوند و تا دوره حکومت قاجارها منطقه بالاگریو جزئی از سکونتگاه ایل ساکی بود. سگوندها به عنوان جرئی از باجلوندها به همراه بیرانوندها ازجمله ایل‌های لرستان بودند که در شکل‌گیری حکومت زندیان، به کریم‌خان زند کمک کرده و همراه وی به شیراز رفتند اما پس از انقراض سلسله زندیه به لرستان برگشتند.
فروپاشی نظام ایلیاتی
پس از بازگشت سگوندها از شیراز، این ایل با ایل‌های میر، جودکی و قلاوند متحد شده و علیه ساکی‌ها برای تصرف منطقه بالاگریوه به نبرد پرداخت که نتیجه آن کشته شدن حسین‌خان ساکی رئیس طایفه ساکی و تصرف بالاگریوه توسط ایل سگوند بود. پس از این شکست ساکی‌ها در لرستان و خوزستان پراکنده شده و بخشی از آن‌ها به عنوان یکی از طایفه‌های سگوند درآمدند. یکی از مورخان معروف به نام محمدتقی سپهر قصیده‌ای طولانی تحت عنوان قصیده مسود اوراق در شرح مقابله شاهزادگان اراک سروده است که بیانگر این ماجراست.
و هم در این سال [۱۲۴۲ ه‍.ق] میان شاهزاده حسام السلطنه محمد تقی میرزا فرمانگذار بروجرد و بختیاری و خوزستان و شاهزاده محمود میرزا فرنگذار لرستان فیلی کار به مبارت کشید و از این روی که در میان قبیله ساکی و سگوند مقاتلتی رفت و چند کس مقتول شد و این هر دو قبیله از هم هراسناک شدند، قبیله سگوند که در اراضی هرو ساکن بود و با خاک بروجرد پیوستگی داشت پناهنده درگاه شاهزاده حسام السلطنه و کارداران او را به طمع و طلب اراضی هرو جنبش دادند چندانکه شاهزاده حسام السلطنه لشکری ساز کرده و به خاک هرو آمده و سراپرده راست کرد و از این سوی شاهزاده محمود میرزا از مردم فیلی سپاهی خواست تا برادر رزم دهد و او را از خاک هرو بازپس نشاند.
حسام السلطنه از قبایل باجلان و بیرانوند و یاراحمد و سگوند و هفت لنگ و چهارلنگ بختیاری قریب چهارده هزار تن لشکری فراهم کرد، آهنگ لرستان کرد و شاهزاده محمود میرزا از قبایل حسنوند، کاکاوند و ساکی و چواری و بیژنوند و جماعتی از قبایل پشتکوه که سپرده حسن خان والی فیلی بود، دوازده هزار تن انجمن کرد و در اراضی هرو لشکرگاه نمود.
 اما نتیجه این نبرد شکست شاهزاده محمود میرزا و قبیله متحدش ساکی بود. شاهزاده محمود میرزا از طرف فتحعلی شاه به تهران احضار شد، رئیس قبیله ساکی کشته و ایل در دیگر نقاط ایران پراکنده گشتند.

## ریشه قومی
به استناد تنها کتب تاریخی که دربارهٔ این ایل وجود دارد یعنی منتخب التواریخ، تاریخ گزیده و زبدة التواریخ ساکی‌ها لر نیستند ولی زبان لری دارند.
حمدالله مستوفی در سال ۷۳۰ هجری قمری می‌نویسد که ساکی‌ها لر نیستند و دربارهٔ طایفه‌های لرستان می‌نویسد:
در مقدمه ذکر لُران و سبب وقوع اسم لُری بر ایشان یاد کرده شد که در کول مانرود بوده‌اند. چون در آن کول مردم بسیار شدند، هر گروهی به موضعی رفتند و ایشان را بدان موضع بازخواندند، چنانچه سیوانی، جنگرویی، اوتری و هر قبیله‌ای از لُران که درآن مقام نداشتند لُر اصلی نباشند و شعب ایشان بسیار است چنان‌که کوشکی، لنبکی، روزبهانی، ساکی، شادلوی، داودی، عباسی، محمدکاری و گروه جنگروی که امرای لُر کوچک و خلاصه ایشانند از شعبه سلبوری باشند و از شعب دیگران این اقوامند کارند، رزجنگری، فضلویی، شنوندی، الانی، کاه‌کاهی، ورخوارکی، دری، ویراوند، مانکره، واری، امارکی، ابوالعباسی، علی ممایی، کیجایی، خودکی، مدرئی و غیرهم که منشعب شده‌اند.

معین الدین نطنزی مؤلف منتخب التواریخ دربارهٔ وجه تسمیه لرها می‌نویسد:
مورخان درآنچه نام این طایفه به لُر مرسوم شده چند وجه گفتند یکی آنکه در ولایت مایرود دیهی است که آن را کریت خوانند و دربندی دارد که کول (به لری تنگه) نام دارد و در آن بند موضعی است که آن را لُر می‌گویند، چون اصل ایشان از آن موضع انتشار یافته است، نام این موضع لقب ایشان شده است.
چون این قوم در آن موضع بسیار شدند و بعد از آن هر قبیله‌ای به جهت علفخواری یا کذا رو به موضعی نهادند. بعضی به لقب و بعضی به اسم موضعی که قرار گرفتند نام قبیله بدان مشهور شد مثل روزبهانی، فضلی و داود عباسی، ایازکی (انارکی) و عبدالملکی و ابوالعباسی که به نام پدر موسوم اند و سلوزی و جنگرویی و لک و هسته و کوشکی و کارند و سنوبدی و الانی و زخوارکی و براوند، و زنگنه و مانکره ای و رازی و سلگی و جودکی که به اسامی مواضع خود مشهور شده‌اند و بعضی از این اقوام مثل ساکی اگرچه زبان لری دارند اما در اصل لر نبوده‌اند. اهالی مایه رود نیز همین سبیل.

### ساکی‌ها و سکاها

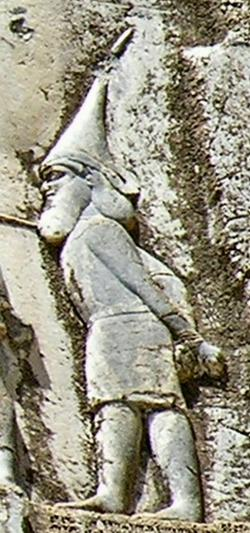
سکونخا، رهبر سکاهای تیزخود، در مقابل داریوش به زنجیر کشیده شده است.

سکاها دسته‌ای از مردمان کوچ‌نشین ایرانی‌تبار بودند که قدمتشان، به سده هشتم پیش از میلاد مسیح برمی‌گردد. سکاها از سده هشتم پیش از میلاد تا آغاز عصر مسیحیت، بر دشت‌های اوراسیا مسلط بودند و در قلمرو وسیعی از سواحل شمالی دریای سیاه در غرب، تا مرزهای شمالی چین در شرق، به زندگی چادرنشینی روزگار می‌گذراندند.
برخی معتقدند که ترکیب حروف واژه ساکی دگرگون شده واژه قوم باستانی سکا می‌باشد. گروهی بر این باورند که ساکی‌ها به همراه شاهزاده احمد بن موسی کاظم (مدفون در روستای کرچیان شهرستان ازنا) از حدود بلخ وارد ایران شدند. بعضی از محققان واژه ساکی را به صورت کلی واژه‌ای برای نامیدن قوم سکا یا به جا مانده از آن‌ها می‌دانند. دانشمند فقید عبدالحسین زرین کوب دربارهٔ نفوذ سکاها در ایران می‌نویسد:
همین‌طور نام طایفه‌های سگوند و ساکی در لرستان به احتمال قوی از همین طایفه‌های سکه‌ها باید ناشی شده باشد.
رقیه بهزادی نیز در بررسی اقوام کهن در آسیای مرکزی، سکاهای ایران را با نام ساکی می‌خواند و می‌نویسد:
سارمات‌ها که مانند سکاها، از ایرانیان آسیا بودند و به‌احتمال زیاد با سکاها پیوستگی نزدیک داشتند و شاید شبیه آن دسته از ایرانیانی بودند که به‌طور کلی ساکی‌ها نامیده می‌شوند، تا از شعبهٔ دیگر ایرانیان یعنی مادها و پارس‌ها، که دشمنان سرسخت ساکی‌ها بودند، متمایز شوند.
حتی نام سیستان برگرفته از نام سکستان به معنی سرزمین سکاها می‌باشد که نشان دهنده نفوذ سکاها و ساکی‌ها در ایران است.

## مردم‌شناسی
ساکی‌ها به گویش‌های لری بالاگریوه‌ای، لری خرم‌آبادی تکلم می‌کنند و در شهرهای اندیمشک، شوش، همدان، دزفول، خرم‌آباد و هویزه و دورود تعدادی از آنان نیز در کرج سکونت دارند.